# Герли (Алабама)
Герли (енгл. Gurley) град је у америчкој савезној држави Алабама. По попису становништва из 2010. у њему је живело 801 становника.

## Демографија
Према попису становништва из 2010. у граду је живело 801 становника, што је 75 (8,6%) становника мање него 2000. године.
| Група             | 2000.       | 2010.       |
| Белци             | 704 (80,4%) | 597 (74,5%) |
| Афроамериканци    | 135 (15,4%) | 137 (17,1%) |
| Азијати           | 3 (0,3%)    | 10 (1,2%)   |
| Хиспаноамериканци | 18 (2,1%)   | 28 (3,5%)   |
| Укупно            | 876         | 801         |